# 矶田阳子
矶田阳子（1978年8月26日—）是一名日本女子花样游泳运动员。她曾参加了2000年悉尼奥林匹克运动会，并在比赛中获得女子花样游泳比赛团体银牌。